# Завітненська сільська рада (Ківерцівський район)
Завітненська сільська рада — колишня адміністративно-територіальна одиниця та орган місцевого самоврядування у Ківерцівському районі Волинської області з адміністративним центром у с. Завітне.
Припинила існування 10 січня 2019 року через об'єднання до складу Тростянецької сільської територіальної громади Волинської області. Натомість утворено Завітненський старостинський округ при Тростянецькій сільській громаді.

## Населені пункти
Сільській раді були підпорядковані населені пункти:
- с. Завітне
- с. Човниця

## Населення
Згідно з переписом УРСР 1989 року чисельність наявного населення сільської ради становила 854 особи, з яких 379 чоловіків та 475 жінок.
За переписом населення України 2001 року в сільській раді мешкало 825 осіб.

### Мова
Розподіл населення за рідною мовою за даними перепису 2001 року:
| Мова       | Відсоток |
| ---------- | -------- |
| українська | 98,95 %  |
| російська  | 0,93 %   |
| польська   | 0,12 %   |

## Склад ради
Рада складалася з 14 депутатів та голови.

## Керівний склад сільської ради
| ПІБ                       | Основні відомості                                                               | Дата обрання | Дата звільнення |
| ------------------------- | ------------------------------------------------------------------------------- | ------------ | --------------- |
| Міщук Клавдія Василівна   | Сільський голова, 1948 року народження, освіта, позапартійна                    | 26.03.2006   | 31.10.2010      |
| Лукянчук Михайло Адамович | Сільський голова, 1960 року народження, освіта середня спеціальна, безпартійний | 31.10.2010   |                 |

Примітка: таблиця складена за даними джерела